# آفتابگردان دروغین
آفتاب‌گردان دروغین، آفتابگردان باغی یا آفتاب‌گردان صاف چشم‌گاوی (نام علمی: 'Heliopsis helianthoides') در سرده آفتاب‌گردان‌ها و جزء گیاهان گلدار است. رویشگاه این گل شرق ایالات متحده آمریکا و کانادا می‌باشد. ارتفاع این گیاه ۴۰ تا ۱۵۰ سانتی‌متر است. گل‌ها از اواسط تابستان تا اوایل پاییز می‌شکفند.